# Chatki (obwód lwowski)
Chatki (ukr. Хатки, Chatky) – wieś na Ukrainie, w obwodzie lwowskim, w rejonie drohobyckim, w hromadzie Drohobycz. W 2022 roku mieszkało tu ponad 200 osób.